# Boiron
Boiron è una multinazionale francese che produce e commercializza preparati omeopatici, suddivisi tra preparazioni a nome comune e specialità proprie, tra cui prodotti come Oscillococcinum, Euphralia e Stodal. Attualmente il gruppo, diretto da Christian Boiron e presieduto dal fratello Thierry Boiron, conta 3723 dipendenti (2013). Al 1º maggio 2015 la società capitalizzava in Borsa 1 800 milioni di Euro.

## Storia

### Origini
Jean ed Henri Boiron, dopo aver conseguito la laurea in Scienze (1928) e in Farmacia (1929), grazie al dottor Mondain fanno la conoscenza di René Baudry, farmacista specializzato nella produzione di medicinali omeopatici, che ha riunito un gruppo di medici omeopati originari di Lione e dato vita ad un laboratorio nazionale per la produzione di medicinali omeopatici, i Laboratoires Central Homéopatique Rhodanien, ai quali Jean Boiron apporta un significativo contributo.
I Laboratoires Boiron nascono ufficialmente nel 1967, dalla fusione tra i Laboratori Omeopatici di Jean Boiron (PHR) che ne assume la presidenza, i Laboratori Omeopatici di Henri Boiron e i Laboratori Omeopatici Moderni (LHM). Nel 1974 vengono trasferiti a Sainte-Foy-lès-Lyon, nei sobborghi di Lione. Nel 1976 la presidenza dell'azienda passa nelle mani di Christian Boiron, figlio di Jean.
La prima filiale internazionale viene aperta in Italia, a Milano, nel 1979, seguita nel 1983 da Stati Uniti e Spagna. Nel 1985 viene creato l'Institut Boiron impegnato nella ricerca sull'omeopatia all'interno della comunità scientifica internazionale. Nel 1987 Boiron fa il suo ingresso in Borsa nel secondo mercato di Lione. Il 1991 segna l'inizio delle vendite in Polonia e Cecoslovacchia. Il 2005 è l'anno della fusione tra Boiron e Dolisos (filiale dei laboratori Pierre Fabre). Nello stesso anno viene aperta la filiale in Russia e nel 2009 quella in Brasile.

## Controversie

### Class Actioncontro i rimedi anti-influenzali
Diverse Class Action sono state avanzate negli USA da parte di gruppi di consumatori, asserendo che i prodotti omeopatici della Boiron, inclusi i prodotti pediatrici Coldcalm e Oscillococcinum, presentati come rimedi contro i sintomi dell'influenza, siano privi di reale efficacia terapeutica e che la pubblicità degli stessi sia ingannevole. In particolare, sono state oggetto di accusa la presunta efficacia terapeutica degli estratti di cuore e fegato d'anatra su cui si basa il prodotto e la dichiarata capacità di rimuovere i sintomi dell'influenza in 48 ore.
Alla fine del procedimento è stato raggiunto un accordo, che ha visto la Boiron negare ogni violazione; l'azienda ha patteggiato un risarcimento di 5 milioni di dollari, da distribuire a chi aveva acquistato i prodotti nei quattro anni precedenti, accettando di modificare le confezioni di Oscillococcinum vendute negli USA aggiungendo che «...questi utilizzi non sono stati valutati dalla Food & Drug Administration» e «...C, K, CK, e X sono diluizioni omeopatiche».
In Canada, nel gennaio 2015, una Class Action contro Boiron non è stata autorizzata perché il tribunale di Montréal, oltre a notare le differenze di etichette statunitensi e canadesi, riteneva che il ricorrente non avesse dato prova che la Boiron promettesse alcunché e notava che il prodotto aveva già soddisfatto i requisiti richiesti dalle autorità sanitarie canadesi che avevano autorizzato la vendita. Circa la perizia presentata, la Corte ha rilevato che il preparato presentasse un risultato leggermente migliore di un placebo, ma solo dal punto di vista della significatività statistica (che, secondo l'esperto, nominato da chi ha intentato la class action, non era comunque clinicamente significativo).

### La diffida (ritirata) per diffamazione a Blogzero
Nel corso del 2011 Samuele Riva, un giovane ingegnere informatico e blogger italiano, ha pubblicato sul proprio sito una serie di articoli sull'implausibilità dell'omeopatia, corredandoli con immagini di alcuni dei prodotti di punta della Boiron. Ne è seguita la richiesta da parte dell'azienda al gestore del servizio che ospitava il blog di rimuovere il contenuto degli articoli ed ogni riferimento od immagine riconducibili alla Boiron. La richiesta ha avuto immediata eco su internet e sulle testate giornalistiche nazionali  ed internazionali. La vicenda si è conclusa con il ritiro delle immagini e delle didascalie e con una lettera di chiarimenti da parte della Boiron.

### Critiche alle azioni di Boiron in Russia
Boiron è stata criticata per aver continuato le sue operazioni in Russia nonostante la guerra in Ucraina. Molte altre aziende hanno interrotto le loro attività in Russia, ma Boiron ha continuato a vendere i suoi prodotti nel paese. I critici sostengono che questo dimostra che Boiron sta dando priorità ai profitti piuttosto che prendere una posizione contro la guerra. Credono che restando in Russia, l'azienda stia supportando indirettamente l'economia russa, il che potrebbe contribuire allo sforzo bellico.